# حسنا جلیل
حسنا جلیل نخستین زنی است که در افغانستان به معاونت وزارت داخله (وزارت کشور) رسید. وی در تاریخ ۱۴ قوس/آذر ۱۳۹۷ به عنوان معاون راهبرد و سیاست وزیر کشور افغانستان منصوب شد. حسنا جلیل مدرک کارشناسی ارشد رشتهٔ مدیریت و تجارت از دانشگاه آمریکایی کابل دارد.

## سوابق
حسنا جلیل تا پیش از معاونت راهبرد و سیاست وزارت کشور، سرپرست ریاست تحلیل، ارزیابی و سیاست در وزارت معادن و نفت افغانستان بود.

## واکنش‌ها
او در سن ۲۶ سالگی به سمت معاون وزیر کشور منصوب شد و انتصاب او به عنوان معاون وزیر کشور موجب واکنش‌های گسترده‌ای در شبکه‌های اجتماعی شد. منتقدین وی معتقدند که او برای این سمت «جوان و بی‌تجربه» است. معاون سخنگوی وزارت کشور افغانستان در صفحهٔ رسمی فیسبوک خود نوشت:

در افغانستان زن‌ستیزی به فرهنگ تبدیل شده‌است و صرفاً طالبان مانع مشارکت زنان در قدرت نیست. متأسفانه بعد از اعلام معاونت وزارت کشور، شاهد برخی واکنش‌ها در فضای مجازی هستیم. این واکنش‌ها نشان می‌دهد که هنوز برخی از هموطنان ظرفیت‌های عظیم خلق شده در بخش منابع بشری را در افغانستان درک نکرده‌اند. بهتر است زود قضاوت نکنیم!
شاه حسین مرتضوی